# Modern Talking
A Modern Talking egy német popzenei duó volt, amely az 1980-as évek második felében vált népszerűvé, a német popzenét meghatározó és az egyik legsikeresebb európai együttessé. A zenei formáció két tagból, Dieter Bohlen hangszerelőből, dalszerzőből és producerből, valamint Thomas Anders énekesből állt, amelyet 1983 végén alapítottak Nyugat-Berlinben, az akkori Nyugat-Németországban. Aktív időszakuk 1984–1987 közöttre tehető, majd 11 év kihagyás után 1998-ban sikeresen visszatértek. A lemezeladások alapján az együttest máig Németország legsikeresebb popduójaként emlegetik és kislemezeik számos országban listavezetők voltak. Legnépszerűbb kislemezeik a You’re My Heart, You’re My Soul, a You Can Win If You Want, a Cheri, Cheri Lady, a Brother Louie és az Atlantis Is Calling. A Modern Talking sikeres volt Európában, Ázsiában, Dél-Amerikában és néhány afrikai országban. Az Egyesült Királyságban a Brother Louie című dalukkal csak egyszer jutottak a legjobb tíz közé. Az Amerikai Egyesült Államokban szinte ismeretlenek voltak, nem kerültek be az ottani zenei mainstreambe és ott soha nem szerepeltek a slágerlistákon sem. 2003-as második felbomlásukig összesen 120 millió kislemezt és albumot adtak el világszerte.

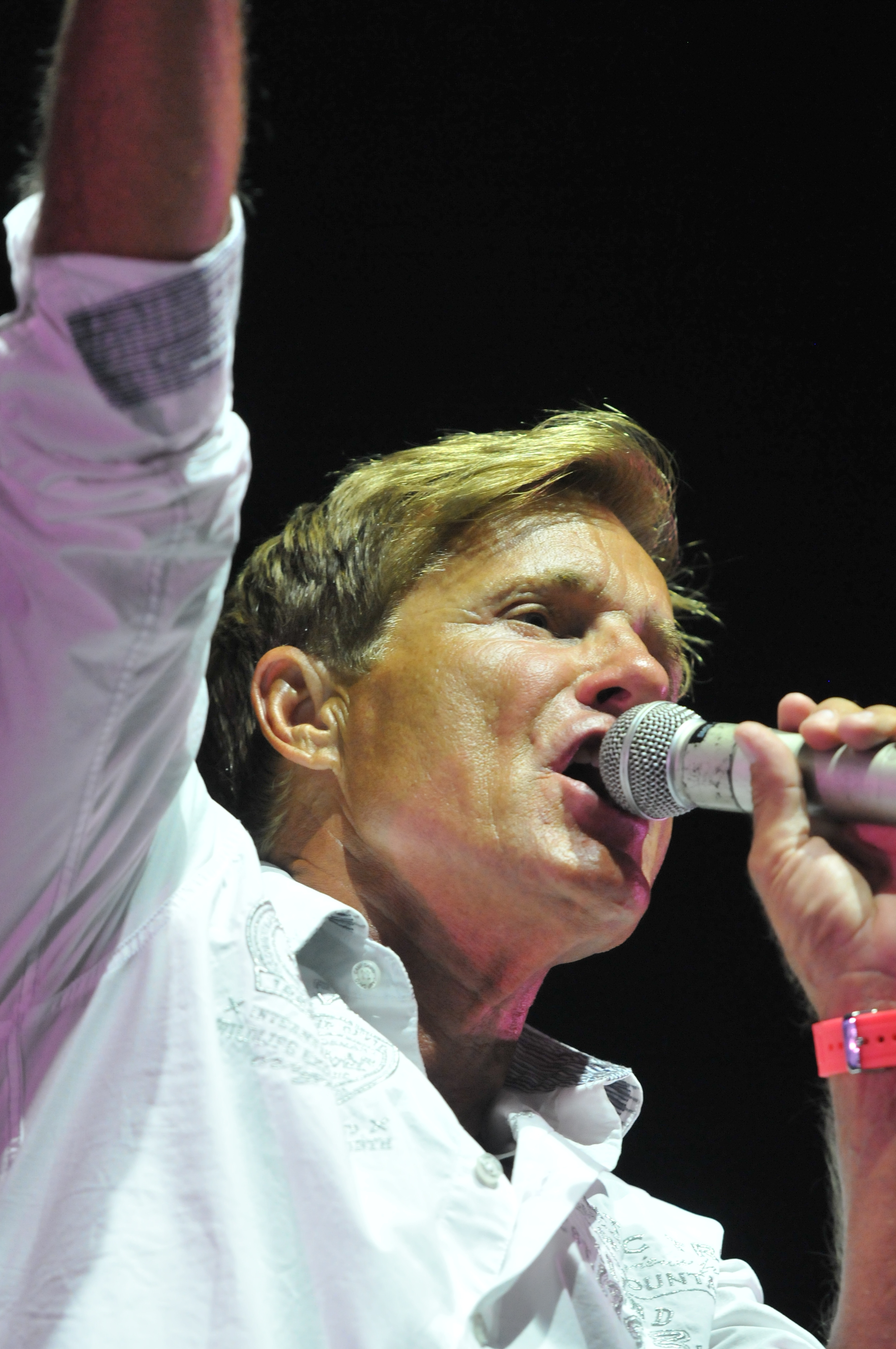
Dieter Bohlen Bécsben (2014)

## A megalakulás előtt

### Az együttes tagjai

#### Dieter Bohlen

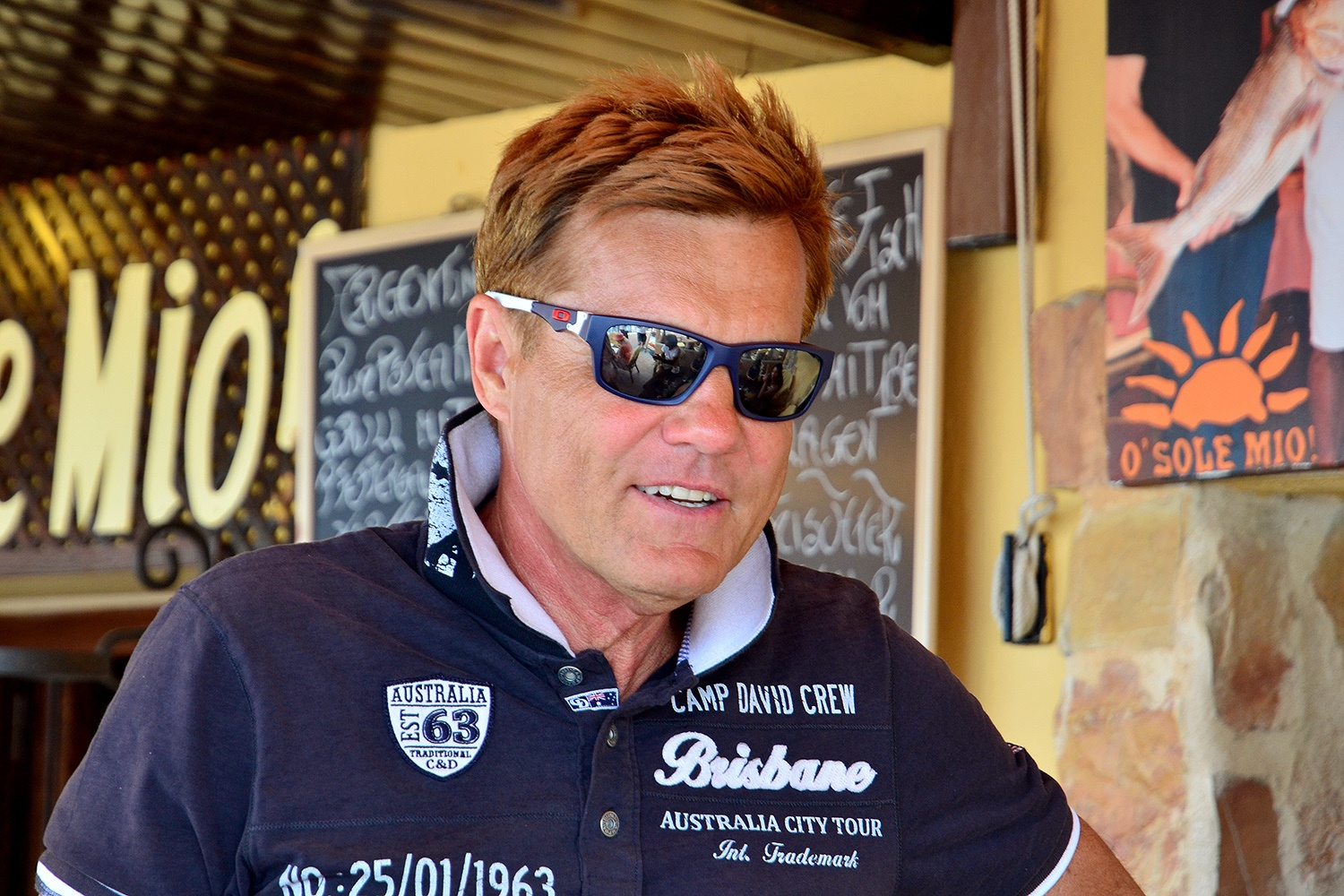
Dieter Bohlen (2013)

1954. február 7-én született az észak-németországi Oldenburg közelében lévő Berne-ben. Bohlen kamasz korában kezdett el zenéket írni. Az egyetemi évek alatt különböző táncegyüttesekkel keres pénzt és egy hard rockot játszó bandával is fellép. 22 évesen egy Mayfair nevű együttes dalainál működik közre, majd saját szerzeményeivel a lemezkiadókat kezdi „ostromolni”. 1977-ben barátjával Holger Garbode-dal megalapította a rövid életű Monza duót. Első kislemezük a Hallo Taxi Nummer 10, sikertelen volt. Ezt követte a Zorro  és a Heiße Nacht in der City címet viselő második Monza által kiadott kislemez, amely Nick Gilder Hot Child in the City című számának német nyelvű feldolgozása volt. A dal szintén sikertelen lett. Az egyetem elvégzése után már éppen elhatározza, hogy lemond zenészi terveiről és belép apja építkezési vállalatához, amikor a lemezkiadóknál tett látogatásai eredményt hoznak és rámosolyog a szerencse. 1979-ben a hamburgi Intersong Musikverlag leszerződteti zeneszerző-producernek, ahol számos német slágerénekesnek kellett dalokat írnia. 1980-ban kezdett dolgozni a berlini székhelyű Hansa kiadónál
és ugyanebben az évben Steve Benson álnéven adott ki angol nyelven szóló kislemezt  
Don't Throw My Love Away címmel. 1981-ben két másik kislemezt jelentetett meg ezen az előadói néven: a Love Takes Time és az Angel Blue Eyes című dalokat. Egyikük sem jutott fel a slágerlistákra, ami a projekt 1981-es félbeszakadásához vezetett. Nem sokkal ezután csatlakozott a Sunday együtteshez, amellyel 1982 elején a ZDF Hitparade című műsorban a Hale, Hey Louise számában szerepelt.
1983-ban Bohlen írta Bernd Clüvernek a Mit 17 című dalt, amely az Eurovíziós Dalfesztivál német előválogatásán a harmadik helyezést érte el.

#### Thomas Anders

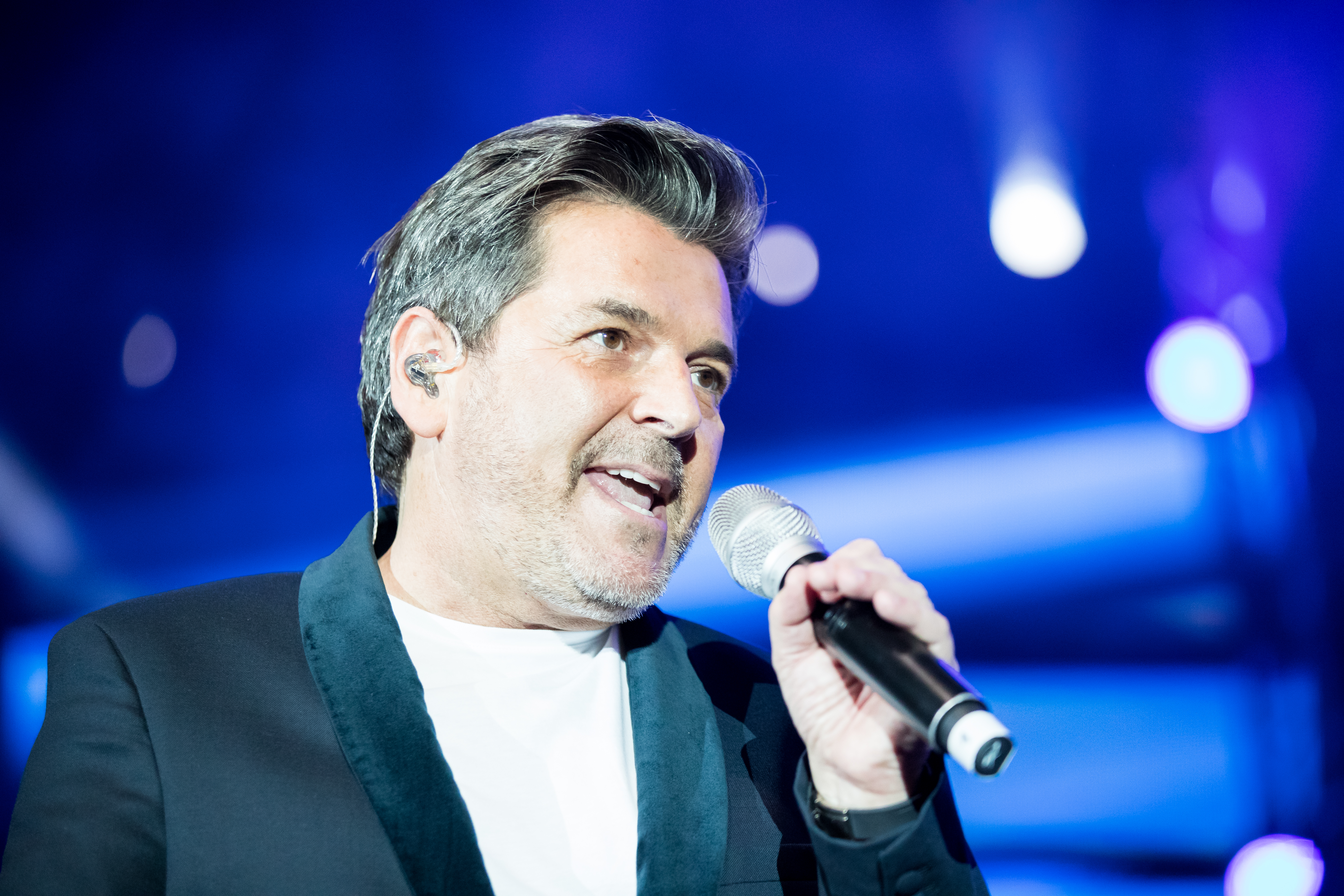
Thomas Anders Stuttgartban (2018)

Thomas Anders – polgári nevén Bernd Weidung – 1963. március 1-én született Nyugat-Németországban, a Koblenztől délkeletre található Münstermaifeldben. Zenei tehetsége már kiskorában kitűnt. Ekkoriban határozta el, hogy énekes szeretne lenni. Iskolás évei alatt 
zongoraórákra járt és számos tehetségkutató versenyen is részt vett. Első sikerét 1979-ben, a Luxembourg Rádió által megrendezett zenei versenyen érte el. 1980. január 15-én, még nincs 17 éves, amikor a döntőn elénekli a későbbi első kislemezén kiadott, Judy című dalát, amellyel megnyerte a versenyt. Két nappal később a Columbia Records lemezszerződést kínált neki és ettől kezdődően veszi fel a Thomas Anders művésznevet. 1981-ben a Michael Schanze Showban mutatkozott be először a televízió képernyőjén, Du weinst um ihn című számával. A CBS Lemezkiadó gondozásában még ugyanebben az évben jelenik meg a harmadik kislemeze az Es war die Nacht der ersten Liebe című német balladával.

### A tagok találkozása és az első próbálkozások
Thomas Anders 1982-ben a Hansa lemezkiadóhoz szerződött ahol a negyedik szóló kislemezét a Bernd Dietrich-G. G. Anderson szerzőpáros segítségével vette fel, Ich will nicht dein Leben címmel. 1983-ban az Intersong Lemezkiadó ajánlatot tesz a Hansa-nál dolgozó Andersnek egy közös produkcióra Hamburgba, mert a kiadó a következő lemezére valami újdonságot szeretett volna. Anders igent mondott a kedvező ajánlatra. A felvenni kívánt dalt az Intersong egyik stúdiójában próbálták, ahová Dieter Bohlen is bejáratos volt, mint az Intersong munkatársa. Az akkor 29 éves producert bízták meg, hogy vegye fel az énekessel, F.R. David Pick Up The Phone című slágerét németül. Így készült el Anders ötödik kislemeze, a Was macht das schon. Bohlen felfigyelt Anders hangjára és tehetségére, így még ez év júliusában megjelentették Bohlen, Thomas Andersnek írt első szerzeményét, Wovon träumst du denn (Miről álmodsz?) címmel, amely a német slágerlista 16. helyéig jutott. Ez a dal lett Bohlen és Anders első közös próbálkozása. A sikeren felbuzdulva folytatták a munkát és felvettek még néhány feldolgozást is, mint pl. a Real Life együttes, Send Me An Angel című számának német változatát, Heißkalter Engel címmel. A kislemez B oldalán Bohlen saját szerzeményét, a Wie ein verbotenen Kontinent (Mint egy tiltott kontinens) című dalt rögzítették. 1984-ben Anders egyre több tévés műsorba kapott meghívást és elkészíthette első videóklipjét is. Első angol nyelvű számát is ebben az évben rögzítették, mely úgyszintén a Real Life egyik dalának feldolgozása volt. Ez volt a Catch Me I’m Falling (Kapj el, ha zuhanok), a dal azonban nem keltett különösebb feltűnést.

## 1984-1987: Az együttes első korszaka

### Az együttes megalakulása
1984 nyarán az akkor harmincéves Bohlen a Mallorcán töltött nászútja során, 
egy diszkólátogatás alkalmával új dalötlete támadt, amikor meghallotta a holland Fox The Fox Precious Little Diamonds slágerét. A dal zenei alapja és a magasan énekelt vokál adott ihletet Bohlennek egy új számának komponálásához. Az inspiráció hatására megírt szerzeményének eredetileg a My Love Is Gone címet adta, amit  később korrigált. Így született meg a You’re My Heart, You’re My Soul című dal, amit az Es geht mir gut heut’ Nacht (Ma este jól érzem magam) című német kislemez felvételei után, próbaképpen vettek fel, 1984. szeptember 3-án a hamburgi Studio 33 nevű hangstúdióban. A felvételen az ekkor 21 éves Thomas Anders mellett, három kiváló vokalista (Birger Corleis, Rolf Köhler és Michael Scholz) is részt vett, akiket Bohlen és Luis Rodríguez spanyol producer kért fel, hogy működjenek közre. Az eredmény egy teljesen új hangzású, modern szám lett, Bohlen pedig úgy döntött, hogy ezt a dalt nem Thomas Anders szólólemezeként jelentetik meg, hanem közös produkcióként. A német slágert Thomas Anders, a másikat Modern Talking név alatt jelentették meg. A nevet állítólag az akkoriban sikeres együttesek nevéből kreálták. Bohlen Petra nevű titkárnője a Modern Romance, a Talk Talk és Talking Heads, plakátjait látva a Modern Talking nevet javasolta. A kiadó úgy gondolta, hogy az új együttest duóként lehetne leginkább népszerűsíteni. Mivel Bohlen elsősorban producer volt, így a lemezcég elképzelése szerint egy új arcot kerestek volna Thomas Anders mellé. Idő hiányában azonban mégis – a némi színpadi tapasztalattal is rendelkező – Dieter Bohlen lett az együttes második arca.

### Az áttörés
A You’re My Heart, You’re My Soul kislemez szerzőjeként Steve Benson, 
Bohlen egyik szerzői álnevét tüntették fel és 1984. október 29-én került megjelentetésre. Ám a korong még két hónap elteltével is alig fogyott, mivel az előadók kiléte akkoriban még szinte ismeretlen volt. Két hónap múltán a könnyed hangzású diszkó dal, csak a német lemezlovasok között terjedt anélkül, hogy tudták volna kik is állnak a projekt mögött. 
Később a dalhoz elkészítették a hivatalos videót, melyet az akkoriban alapított tévétársaság, 
az RTL Televisions luxemburgi stúdiójában rögzítettek, alacsony költségvetéssel. A videóklip háttérében köd és színes fények láthatók, az előtérben pedig egy fehérbe öltözött énekes, piros vállra akasztható szintetizátorral (Thomas Anders) és egy sportos fehér elektromos gitáron játszó zenész (Dieter Bohlen). A dal 1985. január 21-én jutott fel a nyugat-német Musikmarkt magazin listájának 38. helyére.
Az események ezt követően felgyorsultak: a duó meghívást kapott az országszerte népszerű 
Formel Eins zenei műsorba, majd az együttes népszerűsége rohamosan terjedni kezdett. A dal 5 hét elteltével az első helyre került a német listán (ahol 6 hétig tartózkodott) miközben a német lemezcég világszerte megjelentette a kislemezt. Az európai eladási listákon számos országban az első helyre került: (Ausztria, Svájc, Portugália, Belgium, Dánia, Törökország, Izrael). A kislemez megjelent az USA-ban és az Egyesült Királyságban is, azonban ezekben az országokban nem aratott nagy sikert. (Nagy Britanniában az 56. helyig jutott). Számos más országban bekerült az 5 legjobb helyezett dal közé: (Hollandia, Svédország, Franciaország, Finnország, Norvégia, Spanyolország, Dél-afrikai Köztársaság), Japánban pedig első német előadóként kerültek fel a lista 15. helyére. 
35 országban egyenesen a legjobb tízbe került a lemez, amely a Szovjetunióba és a keleti blokk országaiba is eljutott. Végül 8 millió példányban kelt el világszerte.

### Az első nagylemez
A hirtelen jött nagy siker után, a zenekritikusok az egyszerű, fülbemászó dal hallatán nem jósoltak nagy jövőt a duó további karrierjének. Ezért a következő kislemezt Bohlen már tudatosan, a Modern Talking bevált stílusjegyeinek felhasználásával készítette el. Az új szerzeményt You Can Win If You Want-ra (Győzhetsz, ha akarod)  keresztelte, ami szövegileg az együttes sikerét dolgozza fel és egyben Bohlen mottóját közvetíti: a kitartás meghozza gyümölcsét. 
Az 1985. március 13-án megjelent kislemez elődjéhez hasonlóan bejutott a legtöbb ország első tíz dala közé, Németországban, Ausztriában és Dániaban pedig elérte az első helyet.
A két sikeres korong után, április 1-én jelentették meg a nemes egyszerűséggel The 1st Album (Az első album)-ra keresztelt nagylemezt. Az albumborító fotóját Manfred Vormstein készítette. 
A két No.1 siker mellett helyet kapott rajta a Lucky Guy, amely az Es geht mit gut heut’ Nacht angol verziója volt, valamint a The Night Is Yours – The Night Is Mine című dal, amelyeket 1985 első felében Dieter Bohlen Ryan Simmons név alatt maga is felénekelte és kiadta kislemezen. Az ő előadásában ezek a felvételek nem lettek népszerűek, ennek ellenére az albumra felkerült a There’s Too Much Blue In Missing You ballada, melynek versszakait Bohlen, a refrén vezető hangját Birger Corleis  énekelte. Ezt leszámítva az összes többi dalt Thomas Anders adja elő, ami később így is maradt az együttes történetében. Mivel a siker nagy bevételeket hozott, a lemezcég is bőkezűbb volt a következő videóklip leforgatásánál. Drága sportkocsikat béreltek és kültéri felvételeket is készítettek a You Can Win If You Want videójához. A felvételek alatt először volt jelen Thomas Anders barátnője Nora Balling, aki már ekkor megpróbált minél inkább beleszólni a forgatásba, illetve az együttes dolgaiba. Az első album világszerte hasonló sikereket ért el, mint a kimásolt kislemezek. Németországban platina minősítést kapott.

### Az együttes aranykora
A nagy sikeren felbuzdúlva a Hansa és Bohlen is minél hamarabb folytatni akarták a lemezgyártást, így a producer már 1985 nyarán nekilátott, hogy új dalokat írjon. Még az előző kislemez és az album is a slágerlistákon volt, amikor szeptember 2-án megjelent a Cheri, Cheri Lady (Kedves hölgy) című kislemez, amely az egyetlen az ezt követő második nagylemezről. A könnyed, fülbemászó dallam ismét nagy sikernek bizonyult: a legtöbb országban bejutott a legjobb tízbe, néhány országban 
(Németország, Ausztria, Svájc, Norvégia, Görögország, Törökország, Finnország, Hongkong)  
pedig telitalálatnak bizonyult. Az 1985. október 14-én megjelent második album a Let's Talk About Love, 
ismét sikeres lett és világszerte hasonlóan fogyott, mint az első nagylemez. Az 
NSZK-ban több mint 500 ezer példányos eladással szintén platina státusztba ért.
A duó a Heaven Will Know mellett, a Peter’s Pop Show-ban mutatta be új kislemezét, a Cheri, Cheri Lady-t. A műsorban 75 arany- és platinalemezt vehettek át, amiket egy targonca segítségével hoztak be a csarnokba. A tipikus Modern Talking diszkódalok mellett (You’re The Lady Of My Heart; Don’t Give Up), balladák is helyet kaptak (Wild Wild Water; Why Did You Do It Just Tonight). 
Az album második kislemezének eredetileg a kidolgozottságában is kiemelkedő With A Little Love-ot szánták, végül azonban úgy döntöttek, hogy egy teljesen új dalt adnak ki helyette. Ez volt a Brother Louie, amely 1986. január  27-én jelent meg kislemezen. A dal videóklipjét Pit Weyrich rendezte és az 1984-es Volt egyszer egy Amerika című filmből tartalmaz részleteket. A dal Németországon kívűl, Finnországban, Svédországban, Görögországban, Spanyolországban és Dél-Afrikában
került a toplisták élére, az angol BBC kislemezlistán pedig a 4. helyig jutott.
Bohlen rég áhított vágya volt, hogy az USA-ban is sikert érjen el az együttes, de talán a félresikerült promóció miatt ez sohasem következik be. Ennek ellenére a Brother Louie Mexikóban a 15., Kanadában pedig a 34. helyezésig jutott. Ezzel ez a dal lesz a duó második legsikeresebb kislemeze.
Május 26-án jelenik meg harmadik nagylemezük a Ready for Romance (Romantikára készen).
A siker erről a lemezről az Atlantis Is Calling (S.O.S. for Love) kislemezzel folytatódott, amely zsinórban az együttes immár ötödik 1. helyezést elért kislemeze. A platina minősítést elért album Németországban, Ausztriában és Svájcban is az első helyen végez, más európai országokban pedig a Top10-be is bekerül. Még ez év október 6-án jelenik meg a duó hatodik kislemeze a Geronimo's Cadillac, a Modern Talking negyedik, In the Middle of Nowhere albumáról, mely 1986. november 10-én jelent meg. November 11-én dobták piacra a nagylemez második kislemezét Give Me Peace on Earth (Adj békét a Földön) címmel. Ezzel a számmal kezdett megcsappani az együttes sikere, mivel az emberek kezdték unalmasnak találni az egy sémára készült dalokat. Ráadásul Bohlen és Nora Balling folyamatosan vitáztak a duó jövőjéről, ami a tagok közötti konfliktusokhoz vezetett.  
Bohlen valószínűleg az általa Chris Normannak írt Midnight Lady sikerén felbuzdulva gondolta, hogy a karácsony közeledtével az együttes hírnevének jót tesz majd egy világbékéről szóló dal. Azonban a terv nem úgy sikerült, ahogyan azt a lemezcég várta. Bohlen és Thomas Anders a Peter's Pop Show-ban szembesültek először a megváltozott közhangulattal, ahol most egyszerűen kifütyülték őket. A duó tagjait ezt követően ritkán lehetett együtt látni a színpadon. A dal csak néhány országban került fel a slágerlistára: Belgiumban 14. lett, Ausztriában és Dél-Afrikában 28., Németországban pedig a 29. helyet foglalta el. A negyedik nagylemezről a Lonely Tears in Chinatown című számukat Spanyolországban jelentették meg kislemezen, ahol a 9. helyezést érte el. Az együttes negyedik albuma viszont Németországban 1., Ausztriában 2., Svájcban pedig 3. lett.
Pontos tervezések és a szerződések alapján, a Modern Talking évente két albumot és a második nagylemezt kivéve, mindegyikről legalább két kislemezt jelentetett meg. Következő kislemezük 1987. május 18-án jelent meg Németországban és más európai országokban, Jet Airliner (Lökhajtásos repülő) címmel, amely több mint egy hónappal a megjelenése után az előkelő 7. helyen végzett Németországban. Ezt követően jelent meg a soron következő ötödik albumuk a Romantic Warriors (Romantikus harcosok), melyről a Don't Worry (Ne aggódj) című kislemezt csak a spanyol piacon adták ki, ahol a 25. helyen végzett.

### Konfliktusok és az első felbomlás
A fáradhatatlan energiával és munkatempóval dolgozó Bohlen nagy álma az volt, hogy végre betörjön a tengerentúli piacra is, ezért amerikai turnét és fellépéseket szervezett, viszont a fiatal Thomas Anders a nagy turnéstresszbe beleroppant és idegösszeomlást is kapott. Felesége, Nora Balling biztatására fellépéseket mondott le és egy időre elvonult a rajongók elől.

„ Szinte mindenki azt hiszi, hogy Nóra miatt szakítottunk. De valójában csak nagyon fáradt voltam, belefáradtam Dieterbe, a közös ügyünkbe és a végtelen utazásokba. Egyáltalán nem volt szabad időm a barátokkal való találkozásra vagy csak arra, hogy otthon legyek... / Sajnos ezt az állapotot nehéz megmagyarázni... / De ha három évet utazol egymás után az év 320 napján, egy évig 300 különböző szállodában laksz, akkor egy nap kimerültnek és üresnek érzed magad, eleged van mindenkiből és mindenből. / Mindezt nagyon nehéz megérteni az embereknek, mert sokkal könnyebb azt mondani, hogy a duó az elviselhetetlen Nóra miatt szakított.”

– Thomas Anders 

Nora Balling gyakran elkísérte férjét a koncertekre, turnékra, a stúdiófelvételekre, és ha úgy alakult, igyekezett mindig reflektorfénybe kerülni. Emiatt személyes konfliktusok alakultak ki Dieter Bohlen és az egész zenészcsapat között, mert Balling domináns személyisége negatívan befolyásolta a csapat munkáját és az együttes színpadi megjelenését. 
Ráadásul Európában az együttes népszerűsége is csökkent, viszont Dél-Amerikában és a Szovjetunióban éppen kibontakozni látszott. A Modern Talking 1987-ben tíz koncertet adott Moszkvában és Szentpétervárott. Bohlen és Anders azonban a stúdiófelvételeket leszámítva, már nem voltak beszélő viszonyban egymással. Csak a szerződés tartotta egyben a duót, így csak „kényszer” fellépést és promóciós felkéréseket vállaltak. A Hansával kötött szerződés értelmében felvettek egy „utolsó” albumot In the Garden of Venus (Vénusz kertjében) címmel. A Modern Talking hatodik stúdióalbuma 1987. november 30-án jelent meg, mely a promóció hiánya miatt elmaradt a duó korábbi kiadványainak kereskedelmi sikerétől. Az album egyetlen kislemeze, a még november 9-én megjelent In 100 Years... (100 év múlva...), Németországban csak a 30. helyig jutott. A számhoz készült videóban Bohlen és Anders egyszer sem látható ugyanazon a snitten, mivel a duó két tagja nem szeretett volna találkozni egymással a forgatáson, így az egyes beállításokat külön-külön vették fel, miközben a klip apokaliptikus képeket jelenít meg az emberiség legsötétebb történelmi eseményeiből.   
A rideg hangulat rányomta bélyegét a dalra is, mely a jövő szeretethiányáról szól, a gépek koráról, ahol már nem számítanak az emberi kapcsolatok. A 6. album sikertelensége miatt Bohlen egy interjú során, 1987. november 11-én jelentette be a projekt végét, miközben Anders Los Angelesben tartózkodott. Ez további ellenségeskedést váltott ki kettejük között.
Bohlen szerint az együttes felbomlásának fő oka Anders akkori felesége, Nora Balling volt, aki folyamatosan megtagadta, hogy férjével riporternők interjúkat készítsenek, és állandóan hatalmas változtatásokat követelt a duó fellépésein és a videófelvételeken. Egy telefonhívás alkalmával mindkét tag súlyosan sértegette egymást, mely után több mint tíz évig nem voltak hajlandóak beszélni egymással.
A Modern Talking 1985 és 1987 között évente két albumot és összesen tizenegy kislemezt jelentetett meg világszerte. A hatodik albumukat kivéve minden nagylemezük arany vagy platina státuszt ért el világszerte. Három éven belül 65 millió lemezt adtak el.

## A tagok első felbomlás utáni karrierje

### Dieter Bohlen
Még az In 100 Years... kislemez megjelenése előtt 1987. november 2-án került a boltokba Bohlen új Blue System nevű projektjének szamba ritmusú kislemeze, a Sorry Little Sarah, amely rögtön a német lista 28. helyére került. A zeneszerző-producer nem sokkal később be is jelentette a Modern Talking feloszlását. Bohlen új zenei projektel ugyan, de  ugyanazokkal a zenészekkel, vokalistákkal és hangszerelőkkel, valamint a Modern Talking jellegzetes hangzásának társproducerével, alkotótársával Luis Rodríguezzel folytatta a munkát. A Blue System nagyon jól szerepelt a slágerlistákon olyan dalokkal, mint a My Bed is Too Big, az Under My Skin, a Love Suite vagy a Déjà Vu. 13 megjelentetett Blue System album után, 1997 év végére 
Bohlen ráérzett, hogy a projektet nincs értelme már folytatni. Mialatt a tehetséges fiúcsapat a Touché felkarolásának produceri munkálatait végezte, támadt egy új ötlete...

### Thomas Anders

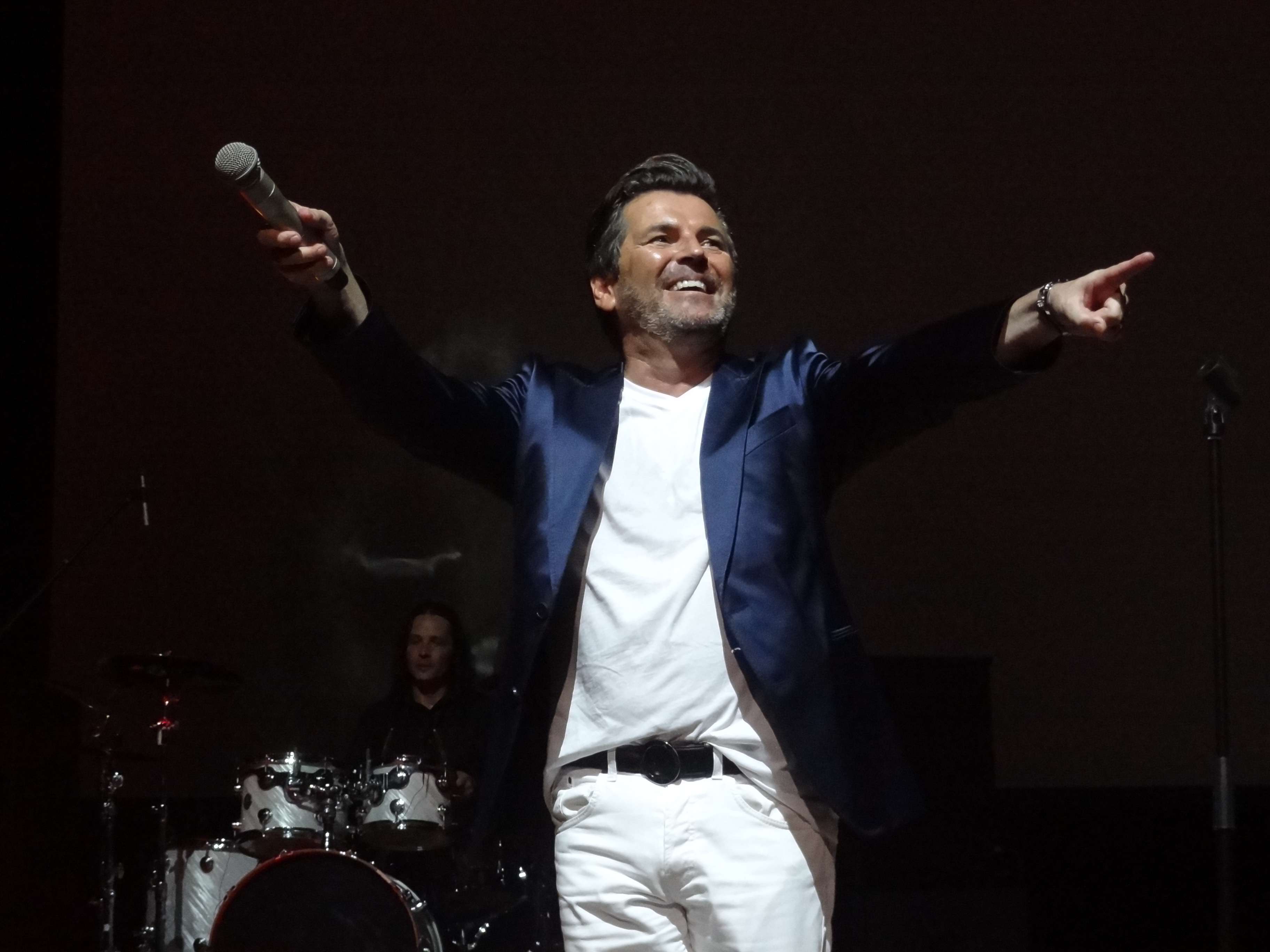
Thomas Anders Szocsiban (2014)

Thomas Anders még a Modern Talking hivatalos felbomlása előtt turnéra indult akkori feleségével, 
Nora Bailinggel. Fellépéseiket Modern Talking Thomas Anders Show címmel népszerűsítették és
olyan városokban koncertezett, mint Budapest, Katowice, Varsó, Poznań, 
Gdańsk, Çeşme, Moszkva és Leningrád. A felbomlás után Anders egy időre feladni készült énekesi karrierjét, viszont 1988-ban újabb koncertmeghívásokat kapott, melynek során világkörüli turnéra indult. Koncertet adott a chilei Viña del Mar Fesztiválon, majd következett Fokváros, Johannesburg, Sun City, Pretoria, Hongkong, Szingapúr, Tajpej. Ezután szólókarrierbe kezdett, melynek során 1989 augusztusában kiadta a londoni Alan Parsons féle stúdióban felvett Different (Különbség) című nagylemezét. A megjelenést követően ismét koncerteket adott és a szólóanyag számai mellett a Modern Talking repertoárjából is énekelt. Anders öt albumot rögzített angolul:Different (1989); Whispers (1991); Down on Sunset (1992); When Will I See You Again (1993); Souled (1995) és egyet spanyol nyelven: Barcos De Cristal (1994) címmel. Thomas Anders külföldön több sikert ért el, mint hazájában Németországban.

## 1998-2003: Az együttes második korszaka

### Az újraegyesülés
Az 1990-es években a BMG lemezcég több Modern Talking zenét kívánt kiadni, de a szándékot Dieter Bohlen évekig ellenezte. 1997-ben azonban támadt egy ötlete miszerint: ahelyett, hogy újabb Blue System albumot adna ki, inkább egy teljesen új Modern Talking albumot készít. Miután Anders Norát otthagyva visszatért Amerikából a németországi Koblenzbe, a múltban egymás közt kialakult összes félreértést maguk mögött hagyva Bohlen és Anders elkezdtek kapcsolatba lépni egymással. 1998. február 12-én a német újságok, rádiók és tv adók már közlik, hogy tízenegy év után újra összeáll a Modern Talking. 
Aztán Március 19-én megjelenik a You’re My Heart, You’re My Soul ’98 kislemez, amely az 1984-es eredeti verzió trance-esített változata. Az igazán sikeres változat viszont Eric Singleton rap betétes verziója lett. Március 22-én B. Tóth László a Petőfi Rádió Poptarisznya c. műsorában először mutatja be az új Modern Talking kislemezt. Március 28-án pedig a német ZDF televízió csatorna akkor legnépszerűbb német műsorában a Thomas Gottschalk Wetten, dass..? című Frankfurtból közvetített showban, először lép színpadra az újjáalakult Modern Talking. 
A német Musikmarkt Top100-on a kislemez a 9. helyről a 2. helyig jutott, csak Céline Dion világslágere a My Heart Will Go On állja útját.

### Back for Good
Az újra összeállt duó eleinte csak a slágerek újrakevert verzióival próbálták ki a fogadtatást és váratlanul ismét a slágerlisták élére kerültek. 1998. március 30-án jelent meg a Modern Talking visszatérő albuma, mely eladásban felülmúlta az '80-as évekbeli sikereiket is. 
Hetedik albumuk a Back for Good az összes korábbi, modern technikákkal újrakevert sikerszámaik mellett négy új dalt is tartalmaz. Ezzel nemcsak Németországban törtek ismét a slágerlisták élére (és maradtak ott öt egymást követő hétig), hanem 15 másik országban is az első helyre kerültek. Az albumból hatmillió példányt adtak el világszerte. A World Music Awards díjátadón az abban az évben a legkelendőbb német előadó díját is elnyerték. Egy hónap alatt dupla platina minősítést értek el, egymillió eladott példánnyal. De dupla platina lett számos más országban is (Argentína, Chile, Csehország, Franciaország, Lengyelország, Oroszország, Svédország) köztük Magyarországon is. 1998. május 3-án Magyarországra érkezik a Modern Talking – első alkalommal mindketten együtt. A TV2 Kifutó című műsorában lépnek fel két dallal.
A Back for Good sikerén felbuzdúlva, egyfajta nosztalgiahullám indult a zenei világban és számos 
1980-as évekbeli előadó (pl. a Bad Boys Blue, Fancy, C. C. Catch, Lian Ross, Patty Ryan, Silent Circle stb.) legnagyobb slágereik újrakevert változatával tért vissza. Bohlen az 1980-as évek Modern Talking mintáját követve minden albumról ismét kiadott két kislemezt, mint korábban. 1998. július 20-án jelent meg a Brother Louie '98 kislemez, majd november elején a Space Mix '98.

#### A budapesti Kapcsolat koncert
A Back for Good Turné május 7-én indult a németországi Magdeburgban. 
Magyarországra a turné keretében a Westel és a Nokia jóvoltából érkezett a Modern Talking, amit belépőjegyek nélkül látogathattak az érdeklődők, mivel a szponzorok ajándékként ajánlották fel Budapest születésének 125. évfordulójára.     
A koncertet az akkori Felvonulási téren  adták, 1998. június 28-án. Ez volt az egyetlen alkalom, hogy a Modern Talking – vagyis Dieter Bohlen és Thomas Anders – együtt koncerteztek Magyarországon. A koncerten számos magyar előzenekar is fellépett: a Republic, az Ámokfutók, a Bestiák, Charlie,  Ákos és Zorán, majd Hevesi Tamás konferálta be az együttest. A Back for Good albumon is szereplő régi dalaikat játszották, de teljesen újszerű hangszerelésben. 
Ez volt az együttes legnagyobb koncertje, amit több mint 214 ezer néző előtt adtak. A Magyar Televízió a háromnegyed órás összeállításból mindössze öt dalukat közvetítette (You’re My Heart, You’re My Soul – Classical mix, Heaven Will Know; Geronimo's Cadillac; In 100 Years; Anything Is Possible).

### Alone
A következő, sorrendben nyolcadik albumuk az Alone (Egyedül) 
címet viseli, amely 1999. február 22-én egyszerre jelent meg a világ 58 országában, így Magyarországon is. Az album előzeteseként Dél-Afrikában forgatták a You Are Not Alone videóklipjét a dal rap verziójából Eric Singleton közreműködésével, melynek forgatására egy francia modellt is szerződtettek. A Back for Good-al ellentétben ezen a nagylemezen csak új dalok szerepeltek. Ez a lemez is sikeres lett, Németországban és Magyarországon is feljutott az első helyre Ausztriában a második, Svájcban pedig a harmadik helyen végzett és csak Európában több mint egymillió példányt sikerült eladni belőle. Az albumról a You Are Not Alone és a Sexy, Sexy Lover kislemez jelent meg és mindkettő bejutott a legjobb 20 közé. 1999. októberében a Modern Talking ismét megpróbálja a betörést a Nagy-Britanniai lemezpiacra, ám ez a Brother Louie '99 maxijával sem sikerült, s ezek után már nem is próbálkoztak többször.

### Year of the Dragon
2000-ben a kínai asztrológia szerinti sárkány évében megjelent 
a Year of the Dragon című kilencedik stúdióalbum, melyről az első kislemez a China in Her Eyes bejutott a Top10-be. A másodikként a Don't Take Away My Heart 
(Ne vedd el a szívemet) maxit adták ki, amely csak a Top50-be tudott bekerülni.

### America
Dieter Bohlen húsz éven át Hamburgban, a Studio 33-ban készítette sikereit. A 2001-es év elején, a Modern Talking hangstúdió Mallorcára költözött és itt rögzítik az együttes tizedik nagylemezét America címmel, amely 2001. március 19-én jelent meg. Erről az első kiadott kislemez a Win the Race (Megnyerni a versenyt) volt, amely a német RTL (Németország) Formula–1 c. műsorának főcímdala lesz.
A dal az Musikmarkt magazin ötödik helyéiig jutott. A második kislemez erről a nagylemezről a Last Exit to Brooklyn (Az utolsó kijárat Brooklyn felé) a 37. helyig jutott, melyen újra hallható Eric Singleton rapbetétje. A maxi CD borítóján Anders és Bohlen mögött a 2001. szeptember 11-ei terrortámadásokban megsemmisült Világkereskedelmi Központ tornyai láthatók.
Az album borítóképén pedig Bohlen és Anders egy amerikai zászlót és egy űrsiklót ábrázoló kollázs előtt látható. Az albumon található Witchqueen of Eldorado (Eldorado boszorkánykirálynője) c. dalt nem adták ki kislemezként, de előkelő helyen szerepelt Chilében, Peruban, Argentínában, Brazíliában, Japánban, Dél-Afrikában és Európában. Tovabbá az amerikai, ausztrál és kanadai rádiók is előszeretettel játszották. A dal utal az inka kultúrára és Dél-Amerika egyik legismertebb mítoszára, az Eldorádóra. A dalban egy rövid átvezető monológ erejéig Robert De Niro hangja is hallható.

### Victory
A Victory (Győzelem), The 11th Album alcímet viselő CD, 2002. március 18-án jelent meg 15 vadonatúj dallal, a Hansa kiadó gondozásában, mely április 1-én már a német albumlista első helyén állt és összesen négy hetet töltött a Top10-ben.
Erről jelent meg a Ready for the Victory (Győzelemre készen) című kislemez, amely szintén 
a Forma-1 háttérzenéje lett. A második kislemez, a Juliet, az 1970-es évek diszkózenéje ihlette. Az előbbi a hetedik, az utóbbi pedig a 25. helyig jutott el Németországban.

### Universe
A 2003-as év elején jelent meg a TV Makes the Superstar című kislemez. A szövegben Bohlen az akkoriban kezdődött Deutschland sucht den Superstar (DSDS) című német tehetségkutató verseny zsűritagjaként szerzett tapasztalatait írta meg. Ezt követően 2003. március 31-én jelenik meg az Universe című 12. stúdióalbum, amely Németországban elérte a második helyet a listákon és eladásban az arany státuszt. Az albumon mindössze tizenkét új dal található.

### A Modern Talking 2003-as felbomlása
Bohlen két önéletrajzi könyvet is írt a Modern Talking történetéről az ő szemszögéből. 
A 2002-ben kiadott első könyvéből, melynek címe Nichts als die Wahrheit (Semmi, csak a színtiszta igazság) rögtön az első helyre került a német könyves listákon és több mint egymillió példány kelt el belőle. Az Universe-Turné kezdetén, 2003. június 7-én a rostocki koncerten, 24 000 meghökkent néző előtt, az akkor 49 éves Bohlen ismét bejelentette az együttes feloszlását: „El kell mondanom, hogy a Modern Talking véget ért.” 
Ez valamilyen szinten Anders-nek is meglepetés volt, hiszen ugyan készültek a visszavonulásra, 
de nem ebben a formában. Tény, hogy 1998-ban a Modern Talking hat stúdióalbum elkészítésére kötött szerződést a BMG lemezkiadóval. A szerződés 2003 tavaszán, a 12. album megjelenésével lejárt.
2003. június 21-én, Berlinben adta utolsó koncertjét a Modern Talking 13 000 rajongó részvételével. A 95 perces búcsúkoncerten Bohlen és Anders huszonkét dal előadása után úgy ment le a színpadról, hogy egyetlen ráadás dal erejéig sem mentek vissza.
A felbomlást követően 2003. június 23-án jelent meg az együttes válogatásalbuma
The Final Album: The Ultimate Best Of címmel, amely a duó összes kislemezét tartalmazza.
Ezután került a boltokba Bohlen második könyve, a 2003. október 4-én megjelent Hinter den Kulissen (A kulisszák mögött), melyben erősen kritizálta azokat az embereket, akikkel együtt dolgozott. Többek között például azzal vádolta Anderst, hogy illegálisan vett fel pénzt a zenekar kasszájából. Anders feljelentette Bohlent és a könyv első kiadását betiltották. Anders megvédte jó hírnevét a bíróságon és világossá vált, hogy az együttműködésüknek végleg vége. A két zenész már végképp csak ügyvédeken keresztül kommunikált egymással.
A Modern Talking számai mintegy 20 országban voltak első helyezettek és 18 országban az albumaik is a lista legtetejére kerültek. Kislemezeik körülbelül 30 államban jutott be a legjobb tíz közé. Thomas Anders és Dieter Bohlen 1998 és 2003 között hat stúdió albumot, 13 kislemezt jelentetett meg és több mint 125 millió lemezt adott el világszerte.
A BMG 2003 júniusi adatai szerint a Modern Talking lemezek globális eladása 120 millió darab volt, 
és a történelem legnagyobb példányszámban eladott német zenei előadójává váltak.
Magyarországon a visszatérés után Magyarorszagon kiadott 12 kislemez mindegyike bejutott a legjobb 10 maxi közé és kettő első helyezett is volt. Az utolsó 7 albumból 5 került be a Mahasz Top10 albumai közé, melyből kettő (Back for Good; Alone) az első helyig is feljutott.

## A Modern Talking utóélete 2003-tól napjainkig
Thomas Anders közvetlenül a Modern Talking befejezése után újabb szólókarrierbe kezdett,
míg Bohlen ideje nagy részét az új tehetségeknek szentelte, különösen azokra, akiket a DSDS-en (Deutschland sucht den Superstar) fedezett fel. A tagok külön-külön is sikeres pályát jártak be, Anders mint szólóénekes, Bohlen mint számos más híres énekes és együttes zeneszerzője. Anders repertoárjában továbbra is megtartotta a Modern Talking számokat és szólólemezeihez hasonló dalokat készített, mint például a még 2003-ban megjelentetett első maxija az Independent Girl. 2006-ban pedig elkészítette 
a Songs Forever című albumát, amelyen népszerű dalokat dolgozott fel szving és dzsessz változatban, köztük a Modern Talking első slágerét. A 2016-os History című albuma, szinte teljes egészében Modern Talking feldolgozásokat tartalmaz és a 2021-ben megjelent Cosmic nagylemez számai is az egykori együttes stílusjegyeinek felhasználásával készült.
Bohlen első könyve a Dieter: Der Film című animációs vígjáték alapja volt. A film zenéje tartalmaz egy korábban kiadatlan Modern Talking dalt, a Shooting Star-t, amelyet eredetileg az Universe albumra írtak. Találgatások szerint Anders hangjának nagy részét a Don't Take Away My Heart című számából vették át, hiszen Anders nem állt rendelkezésre ehhez a produkcióhoz. Bohlen a második könyvének jogi következményei miatt, egy ideig távol maradt a nyilvánosságtól egészen 2006-ig, amikor is azt mondta: megbánta, hogy kiadta a második könyvét. Nem Anders volt az egyetlen, aki vádat emelt Bohlen ellen, és követelte a könyv egyes szakaszainak megváltoztatását. Frank Farian régi riválisa is kiadott egy könyvet, amelyben megpróbálta Bohlent leleplezni és csalónak beállítani. Rolf Köhler, Michael Scholz és Detlef Wiedeke énekesek is önálló pályafutásukba kezdtek és megalapították a Systems in Blue zenekart.
Luis Rodríguez továbbra is önállóan dolgozott és számos sikert ért el más előadók számára. Ralf Stemmann az Egyesült Államokba vándorolt, számos sikert ért el és többször elnyerte a latin zenei Grammy-díjat is. 2010 januárjában, a Modern Talking alapításának 25 éves jubileuma alkalmából jelent meg a 25 Years of Disco-Pop című dupla CD, amely összesen 32 dalt tartalmaz. 
Négy évvel később, a 30. évforduló alkalmából is megjelent egy válogatásalbum     
30: The New Best of Album! címmel, amely 31 dalt tartalmaz és ebből 20 szám digitálisan felújítva hallható. 2017-ben egy újabb új válogatásalbum jelent meg Back for Gold címmel.
2025. március 7-én a Modern Talking első nagylemeze megjelenésének 40. évfordulója alkalmából, Thomas Anders ...Sings Modern Talking: The 1st Album címmel megjelenteti az együttes első stúdióalbumának Dolby Atmos térhatású hangtechnológiával felvett változatát. A jubileumi albumprojekt a Modern Talking első hat stúdiólemezét értelmezi újra, melyek rendszeres időközönként jelennek meg 2025 végéig: Let's Talk About Love (máj. 2.); Ready For Romance (jún. 20.); In The Middle Of Nowhere (aug. 8.); Romantic Warriors (szept. 9); és az In The Garden Of Venus (okt. 17.).

## A zenei stílus
A Modern Talking jellegzetes zenei stílusára, elsőként talán az 1984-ben Bohlent inspirálta Fox the Fox együttes Precious Little Diamond           
című disco funk slágerének ritmusképlete és falzett hangzása volt hatással.
A dalok komponálásában Bohlen számára nagy segítséget jelentett Luis Rodríguez társproducer 
és Ralf Stemmann a Modern Talking hangmérnökének munkája, akiknek nagyban köszönhető az a hangzás, amely jellegzetessé tette a legtöbb Modern Talking dalt. A dalokra az Európában népszerűvé vált Italo Disco is hatással volt. Az 1998-as újraegyesülés után Bohlen, az 1999-es Alone albumtól kezdődően néhány eurodance stílusú dalt, illetve kortárs popslágerekre épülő dalokat is készített lemezeire. Nem egyszer ritmusokat sőt dallamrészleteket is másolva. A legtöbb dal, mint például a Brother Louie, állandó dobon alapul, ugyanazon a mintán és basszuson. Jellemzően szerepelnek a dalokban még zongora dallambetétek és szintetizátor intrók is. 
A You're My Heart, You're My Soul-ban például gyorsan változó akkordokat rögzítettek 16 ütemben és 8 ütemben. Ehhez jönnek még a különböző elektromos gitár és szintetizátor riffek, melyek például az Atlantis Is Calling (S.O.S. for Love), vagy a Geronimo's Cadillac című  számokban hallható. Dieter Bohlen nevéhez fűződik, hogy a Modern Talking dalokban mindig a hagyományos pop hangzást, valamint a három akkordos punk rock modellt használta. A legtöbb dal minimum hat akkordon alapul, különösen a korai Modern Talking slágerek esetében, melyekben többnyire moll-akkordok állnak az előtérben. A nagy részük négynegyedes ritmusban íródott, néhány balladában azonban háromnegyedes illetve hatnyolcados ritmust használatak, míg a Forma-1 himnuszként aposztrofált Win The Race című számban shuffle ritmusokat használtak.
További hatások közé tartozik a német nyelvű schlager zene, a popzene, a diszkó zene, a Bee Gees és az olasz és francia eredetű romantikus angol nyelvű dalok, mint például a Gazebo I Like Chopin című száma. Az 1998-as újraegyesülés után Bohlen eurodance-t, valamint az amerikai stílusú úgynevezett MOR balladákat készített. Az 1986-ban egyetlen kislemezként kiadott ballada, a Give Me Peace on Earth sikertelen volt, ezért úgy döntöttek, hogy többé nem adnak ki balladát kislemezként. A Modern Talking daloknak számos különféle remixe és feldolgozása létezik, különböző nyelveken és zenei stílusokban.

### A vokál
A tehetséges Thomas Anders mellé, Bohlen a híres hamburgi kórust bérelte fel Rolf Köhler vezetésével, valamint az ő barátait és kollégáit, Detlef Wiedeke-t, Michael Scholz-ot 
és Birger Corleis-t, akik arról voltak nevezetesek, hogy különböző nemzeti és nemzetközi zenekarokban valamint néhány televíziós reklámban is szerepeltek. Rolf volt az, akinek más lehetőségek kipróbálása után jutott eszébe az az ötlet, hogy a Bee Gees stílusú kórushangzást is bevonja a Modern Talking projektbe. A Rolf Köhler által kifejlesztett falzett lesz az a fémjel, amely megkülönbözteti a Modern Talkingot az azonos műfajú együttesektől. Köhler, Scholz és Wiedeke később Bohlennel tovább dolgozott a Blue System háttérénekeseiként.
 2001-től az újabb albumokra új stúdióénekeseket kértek fel, Christoph Leis-Bendorff, William King és Nino de Angelo személyében.

### A dalszöveg
Bohlen önéletrajzi könyvében elmesélte személyes verzióját arról, hogyan alkotta meg a Te vagy a szívem, te vagy a lelkem című dalt: „Bevallom, nem tudtam, hogy világsláger lesz, így csak fél percet szántam a dalszöveg megírására.” Az is ismert, hogy valójában a dalszövegeket nem egyedül Bohlen írta, hanem több szövegíró segítségével íródott. Főleg Geff Harrison segített neki a szövegek angol nyelvre adaptálásában, mert Dieter angol tudása akkoriban nem volt a legjobb. A Modern Talking dalszövegei általában egyszerűek, számos dala legtöbbször a szerelemről szól, illetve a viszonzatlan szerelemről, a megtört szívről, ritkábban a győzelemről, a nyerésről. 
Összefüggő történetek csak elvétve található köztük. Egyes vélemények szerint ez volt az oka, hogy angol nyelvterületen csak nagyon kevés sikert könyvelhettek el. Valószínűsíthető azonban, hogy éppen emiatt hozta meg az együttesnek a népszerűség lehetőségét az egykori Szovjetunióban. A szövegeiben helyet kapott a jövő témája is (In 100 Years) valamint a béke és egyetlen egy ízben a karácsony (It's Christmas) témája is. A duó dalainak szinte minden dalszövegét Dieter Bohlen írta, és a szerzői jogok is egyedül őt illetik, kivételt képeznek ez alól a Love Is Like A Rainbow, a For Always And Ever (1999), a Love Is Forever, a I Need You Now (2001) és a Love To Love You (2002) melyeket Thomas Anders írt. Bohlen és Anders a társszerzői az It Hurts So Good (1999) és a I'll Never Give You Up (1999) daloknak. A Do You wanna (1985) című számot Bohlen komponálta, de a dalszöveget Mary Applegate írta.

### A videóklipek
Az 1980-as években a Modern Talking zenei videókat a köd, a színes fények és a tiszta geometriai formák, például gömbök, téglatestek, piramisok stb. uralták. A Brother Louie videoklip különlegessége, hogy a videót a Volt egyszer egy Amerika című film jeleneteivel töltötték ki, mivel a felbérelt statiszták nem vettek részt a felvételen. A zenekar újraegyesülése után készült videóklipek, táncosokat, számítógépes animációs jeleneteket tartalmaztak és lényegesen nagyobb költségvetéssel készültek.

## Sikerek és kritikák
A Modern Talking különösen sikeres volt Európában, Ázsiában, Dél-Amerikában és néhány afrikai országban. Az Amerikai Egyesült Államokban soha nem szerepeltek a slágerlistákon és nem is adtak ki lemezt az országban, bár időnként felléptek az európai bevándorlók számára. A zenekritikusok nem lelkesedtek a Modern Talking zenéjéért és általában rossz kritikát adtak a zenekarról a zenéjük és előadásuk miatt is. A dalok professzionális elkészítését elismerték ugyan, de kritizálták az eredetiség hiányát más hasonló stílusú előadókkal szemben, mint például a Pet Shop Boys vagy az Erasure. Különösen azt bírálták, hogy sok daluk meglehetősen hasonló hangzású. 
Ez utóbbi tényt, 1989-ben Bohlen is nyíltan bevallotta a Der Spiegelnek:

„Nem tagadom, hogy minden Modern Talking sláger nagyon-nagyon 
hasonlóan hangzik. Mindig olyan dalokat választottuk ki nagylemezeinkről kislemezként, 
amelyek hangzása a lehető legjobban hangzottak, mint az előzőek.”

– Dieter Bohlen 

A Modern Talking zenéje és stílusa nagyon megosztotta az embereket. Sokan folyamatosan támadták 
fülbemászó, melankólikus zenéjük és a tagok megjelenése miatt, mások pedig végtelenül rajongtak értük. A Modern Talking jelenség számos paródiát is eredményezett, melyek egyik legnépszerűbb tárgya
Thomas Anders NORA felíratú nyaklánca volt, mely az első felesége Nora Balling ajándéka volt. A nyaklánc nagy méretű felirata feltűnően jól látható volt, ezért a parodisták gyakran a szett túlméretezésével karikíroztak. Dieter Bohlen a következőképpen reagált a viccekre: Ezek az emberek csak olyanokkal tudnak viccelődni, akiket jól ismernek, a Modern Talkingről mindenki ugyanazt tudja.

## Diszkográfia

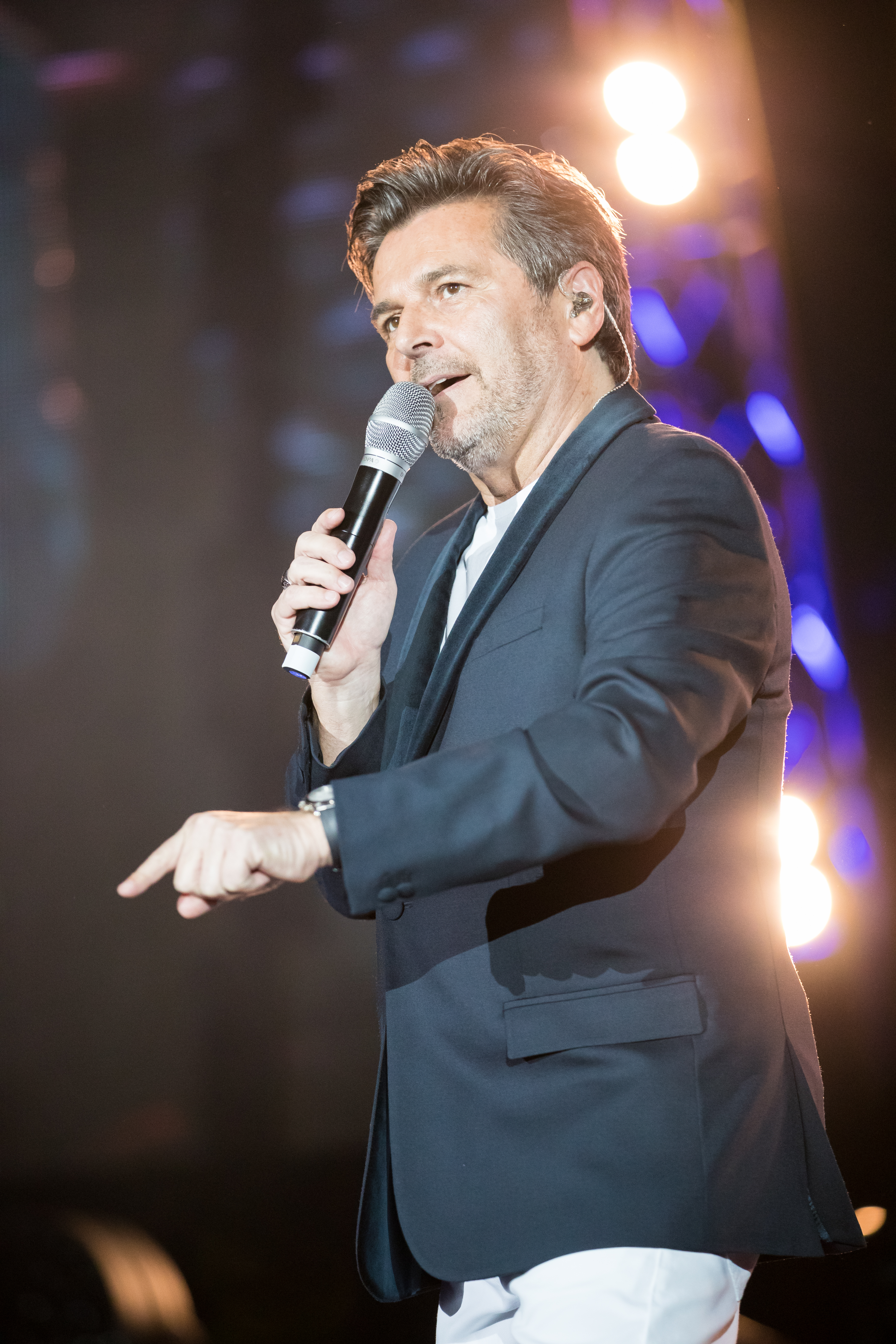
Thomas Anders Stuttgartban (2018)

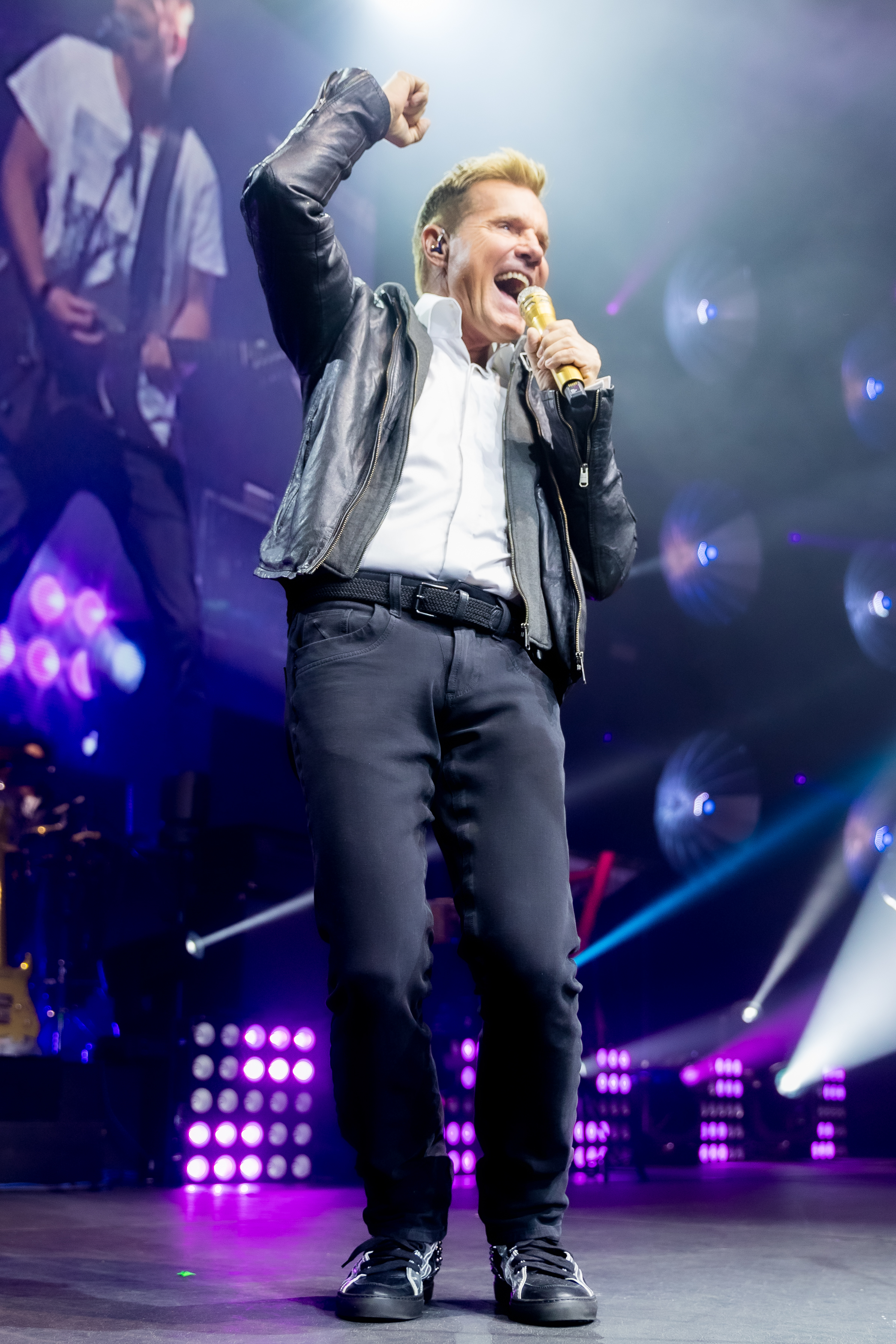
Dieter Bohlen Mannheimben (2019)

### Stúdióalbumok
- 1985 The 1st Album
- 1985 Let's Talk About Love
- 1986 Ready for Romance
- 1986 In the Middle of Nowhere
- 1987 Romantic Warriors
- 1987 In the Garden of Venus

- 1998 Back for Good
- 1999 Alone
- 2000 Year of the Dragon
- 2001 America
- 2002 Victory
- 2003 Universe

- 2003 The Final Album:The Ultimate Best Of

### Válogatásalbumok
- 2010 25 Years of Disco-Pop
- 2014 30:Anniversary Album
- 2017 Back for Gold

### Kislemezek
- You’re My Heart, You’re My Soul (1984)
- You Can Win If You Want (1985)
- Cheri, Cheri Lady (1985)
- Brother Louie (1986)
- Atlantis Is Calling (S.O.S. for Love) (1986)
- Geronimo’s Cadillac (1986)
- Give Me Peace On Earth (1986)
- Jet Airliner (1987)
- In 100 Years (1987)

- YYou’re My Heart, You’re My Soul '98 (1998)
- Cheri, Cheri Lady '98 (1998)
- Brother Louie ’98 (1998)
- Space Mix '98 (1998)
- You Are Not Alone (1999)
- Sexy Sexy Lover (1999)
- China In Her Eyes (2000)
- Don’t Take Away My Heart (2000)
- Win The Race (2001)
- Last Exit To Brooklyn (2001)
- Ready For The Victory (2002)
- Juliet (2002)
- TV Makes The Superstar (2003)

## Díjak, elismerések

### 1984 és 1987 között
- 1985 – Bravo Otto / Gold Award – Arany minősítés [50]
- 1985 – Formel-Eins -Auszeichnung – Nr.-1-Hit You’re My Heart, You’re My Soul
- 1985 – Formel-Eins-Auszeichnung – Nr.-1-Hit You Can Win If You Want
- 1985 – Formel-Eins-Auszeichnung – Nr.-1-Hit Cheri, Cheri Lady
- 1986 – Bravo Otto / Silber Award – Ezüst minősítés [51]
- 1986 – Löwe von Radio Luxemburg / Goldener Löwe – Az év legjobb együttese
- 1986 – Formel-Eins-Auszeichnung – Nr.-1-Hit Brother Louie
- 1986 – Formel-Eins-Auszeichnung – Nr.-1-Hit Atlantis is Calling

### 1998 és 2003 között
- 1998 – VIVA Comet, életműdíj
- 1998 – Bambi-díj, az év visszatérése
- 1998 – Goldene Europa, az év visszatérése
- 1999 – Goldene Kamera, az év visszatérése
- 1999 – Echo-díj, a legjobb pop-rock együttes – jelölés
- 1999 – Echo-díj, a legjobb (német) nemzeti együttes – megnyerte
- 1999 – Radio Regenbogen Award – az év visszatérése díj
- 1999 – World Music Awards – A világ legkeresettebb német művésze díj
- 1999 – Record-99 Award – a legjobban eladott album díja "Back for Good"
- 2000 – Amadeus Austrian Music Award – a legjobb pop-rock együttes – jelölés
- 2000 – Echo-díj – a legjobb (német) nemzeti együttes – jelölés
- 2001 – Echo-díj – a legjobb (német) nemzeti együttes – jelölés
- 2001 – Top of the Pops Award – Németország legkiemelkedőbb művésze díj
- 2002 – Echo-díj – a legjobb (német) nemzeti együttes – jelölés

## Könyvek
- 2001 Kreisz Attila: A Modern Talking-sztori, Budapest, 2001, ISBN 963-00-5088-9[52]
- 2002 Dieter Bohlen, Katja Kessler:Nichts als die Wahrheit, München 2002, ISBN 3-453-86143-4
- 2003 Dieter Bohlen, Katja Kessler: Hinter den Kulissen, München 2003, ISBN 3-7645-0173-1
- 2011 Thomas Anders, Tanja May: 100 Prozent Anders – Mein Leben und die Wahrheit über Modern Talking, Nora und Dieter Bohlen . Höfen 2011, ISBN 978-3-7081-0517-8.

## Egyéb
Modern Talking címmel közölte Nádasdy Ádám a Magyar Narancsban nyelvművelő írásait 2000 júliusától 2008 májusáig.

## Fordítás
- Ez a szócikk részben vagy egészben  a   Modern Talking című angol Wikipédia-szócikk fordításán alapul.  Az eredeti cikk szerkesztőit annak laptörténete sorolja fel. Ez a jelzés csupán a megfogalmazás eredetét és a szerzői jogokat jelzi, nem szolgál a cikkben szereplő információk forrásmegjelöléseként.
- Ez a szócikk részben vagy egészben  a   Modern Talking című német Wikipédia-szócikk fordításán alapul.  Az eredeti cikk szerkesztőit annak laptörténete sorolja fel. Ez a jelzés csupán a megfogalmazás eredetét és a szerzői jogokat jelzi, nem szolgál a cikkben szereplő információk forrásmegjelöléseként.